# Versigny (Aisne)
Versigny és un municipi francès situat al departament de l'Aisne i a la regió dels Alts de França. L'any 2007 tenia 454 habitants.

## Demografia

### Població
El 2007 la població de fet de Versigny era de 454 persones. Hi havia 183 famílies de les quals 51 eren unipersonals (20 homes vivint sols i 31 dones vivint soles), 43 parelles sense fills, 66 parelles amb fills i 23 famílies monoparentals amb fills.
La població ha evolucionat segons el següent gràfic:
Habitants censats

### Habitatges
El 2007 hi havia 205 habitatges, 187 eren l'habitatge principal de la família, 5 eren segones residències i 13 estaven desocupats. 200 eren cases i 4 eren apartaments. Dels 187 habitatges principals, 156 estaven ocupats pels seus propietaris, 26 estaven llogats i ocupats pels llogaters i 4 estaven cedits a títol gratuït; 3 tenien dues cambres, 29 en tenien tres, 42 en tenien quatre i 112 en tenien cinc o més. 112 habitatges disposaven pel capbaix d'una plaça de pàrquing. A 74 habitatges hi havia un automòbil i a 87 n'hi havia dos o més.

### Piràmide de població
La piràmide de població per edats i sexe el 2009 era:
| Homes | Edats   | Dones |
| ----- | ------- | ----- |
| 0     | 95 o +  | 0     |
| 0     | 90 a 94 | 4     |
| 0     | 85 a 89 | 8     |
| 4     | 80 a 84 | 4     |
| 20    | 75 a 79 | 4     |
| 4     | 70 a 74 | 8     |
| 8     | 65 a 69 | 8     |
| 16    | 60 a 64 | 20    |
| 20    | 55 a 59 | 12    |
| 8     | 50 a 54 | 24    |
| 16    | 45 a 49 | 16    |
| 20    | 40 a 44 | 8     |
| 8     | 35 a 39 | 8     |
| 28    | 30 a 34 | 4     |
| 16    | 25 a 29 | 20    |
| 4     | 20 a 24 | 16    |
| 16    | 15 a 19 | 0     |
| 8     | 10 a 14 | 16    |
| 12    | 5 a 9   | 8     |
| 8     | 0 a 4   | 12    |

## Economia
El 2007 la població en edat de treballar era de 272 persones, 174 eren actives i 98 eren inactives. De les 174 persones actives 153 estaven ocupades (87 homes i 66 dones) i 21 estaven aturades (9 homes i 12 dones). De les 98 persones inactives 36 estaven jubilades, 26 estaven estudiant i 36 estaven classificades com a «altres inactius».

### Ingressos
El 2009 a Versigny hi havia 190 unitats fiscals que integraven 470,5 persones, la mediana anual d'ingressos fiscals per persona era de 16.668 €.

### Activitats econòmiques
Dels 11 establiments que hi havia el 2007, 1 era d'una empresa extractiva, 2 d'empreses de construcció, 3 d'empreses de comerç i reparació d'automòbils, 2 d'empreses de transport, 2 d'entitats de l'administració pública i 1 d'una empresa classificada com a «altres activitats de serveis».
Dels 3 establiments de servei als particulars que hi havia el 2009, 1 era una oficina de correu, 1 fusteria i 1 lampisteria.
L'any 2000 a Versigny hi havia 5 explotacions agrícoles.

## Equipaments sanitaris i escolars
El 2009 hi havia una escola elemental.

## Poblacions més properes
El següent diagrama mostra les poblacions més properes.